# روژه دوما
روژه دوما (فرانسوی: Roger Dumas‎؛ زادهٔ ۹ مهٔ ۱۹۳۲-۳ ژوئیهٔ ۲۰۱۶) هنرپیشه، ترانه‌سرا، و فیلم‌نامه‌نویس اهل فرانسه بود.
از فیلم‌ها یا برنامه‌های تلویزیونی که وی در آن نقش داشت می‌توان به مسافران ۲، صورتک‌ها، وجه نقد، مولن بزرگ، فورت ساگان و زن هرجایی اشاره کرد.